# Sinnar
Sinnar es una ciudad y  municipio situada en el distrito de Nashik en el estado de Maharashtra (India). Su población es de 65299 habitantes (2011). Se encuentra a 30 km de Nashik.

## Demografía
Según el censo de 2011 la población de Sinnar era de 65299 habitantes, de los cuales 34633 eran hombres y 30666 eran mujeres. Sinnar tiene una tasa media de alfabetización del 87,40%, superior a la media estatal del 82,34%: la alfabetización masculina es del 91,60%, y la alfabetización femenina del 82,68%.